# Camille Crémer
Camille Crémer, född den 6 augusti 1840, död den 2 april 1876, var en fransk general. 
Crémer blev 1857 officer, deltog i expeditionen till Mexiko (1863) och var vid fransk-tyska krigets utbrott (1870) kapten. I oktober samma år blev han tillfångatagen, men frigavs mot villkor att inte låta använda sig mot tyskarna. Crémer ställde sig dock till regeringens i Tours förfogande, fick divisionsgenerals rang samt bildade i östra Frankrike en armékår på 15 000 man och 20 kanoner. Den 18 december blev han slagen vid Nuits. Han ordnade dock på nytt sin kår, som nu införlivades med östarmén under Charles Denis Bourbaki. När denna armé i januari 1871 måste söka skydd bakom schweiziska gränsen, lyckades Crémer fly undan åt södra Frankrike. I mars samma år var han i Paris, där kommunen förgäves erbjöd honom överbefälet över sina trupper. Vid arméns ombildning fick han endast majors grad, varför han tog avsked. Han skrev Quelques hommes et quelques institutions militaires, souvenirs rétrospectifs (1872) och, tillsammans med Paul Poullet, La campagne de l'est et l'armée de Bourbaki (1874).